# Ferruccio Lamborghini
Ferruccio Lamborghini (28. dubna 1916 – 20. února 1993) byl italský průmyslník, výrobce sportovních automobilů, traktorů a zakladatel firmy Lamborghini.
Ferruccio Lamborghini se narodil v malé vesnici Renazzo di Cento v provincii Ferrara, jako nejstarší z pěti bratrů. Jeho rodiče byli rolníci. Už jako dítě se Ferruccio zajímal o techniku a mechaniku. Studoval techniku v Boloni a za krátký čas si mohl vyzkoušet své znalosti, když během války opravoval armádní vozidla na ostrově Rhodos. Po válce, v roce 1948, založil Lamborghini ve městě Cento v provincii Ferrara firmu Lamborghini Trattori S.p.A. na výrobu traktorů. V roce 1959 výrobu rozšířil o výrobu klimatizací. Na přelomu let 1962 a 1963 položil základy dnešní firmy – vznikla společnost Automobili Lamborghini. Jako úspěšný poválečný výrobce traktorů a klimatizačních systémů (firma Lamborghini Beuciatore), ale i motoristický nadšenec vlastnil Lamborghini celou řadu automobilů, mezi nimi i vozy Maserati a Ferrari, se kterými však nebyl nikdy spokojen a stěžoval si u samotného Enza Ferrariho.
Enzo Ferrari na stížnost reagoval podrážděně a prohlásil, že Lamborghini může maximálně jezdit traktorem, když neumí jezdit autem a že se od něj nenechá kritizovat. Lamborghini se vrátil do své továrny, spojku rozmontoval a zjistil, že dodavatelem dílů spojek je stejná firma, která dodává díly pro jeho traktory. Ve skladu našel správný náhradní díl a závadu tak odstranil.

## Automobili-Lamborghini S.p.A.
V té době se chtěl věnovat i svému snu, výrobě vrtulníků, italská vláda mu však neposkytla licenci a tak se soustředil na automobily. Chtěl stavět lepší vozy než Ferrari. To jej vedlo k založení firmy Automobilli Lamborghini v San’t Agata Bolognese, nedaleko továrny Ferrari a zaměstnal i bývalé konstruktéry Giotta Bizzarriniho, Gianpaola Dallaru a Boba Wallace k návrhům a vývoji vozů. První sériový vůz Lamborghini 350GTV s dvanáctiválcovým motorem byl velmi úspěšný a pokrokový. Třetí model, legendární Miura je považován za první supersportovní vůz historie s motorem uprostřed.

### Nezávodní politika
Jako jediný z výrobců sportovních vozů byl Ferruccio Lamborghini výjimečný svým vztahem k účasti jeho automobilů v automobilových závodech. Jiní výrobci superautomobilů se tradičně věnovali podpoře závodění, protože jim umožňovalo zlepšovat výkony a rychlost, spolehlivost a technologii. Mimoto případné úspěchy jsou pro automobilku také cennou reklamou a prvkem podporujícím prodeje vozů.
Lamborghini jasně rozhodl, že jeho firma se účastnit motoristického sportu nikdy nebude. To bylo v přímém rozporu s jeho největším rivalem, společností Ferrari. Toto Lamborghiniho rozhodnutí bylo i příčinou „napětí“ mezi ním a zaměstnanými bývalými konstruktéry Ferrari, kteří byli nadšenými příznivci závodění. Někteří z nich začali ve svém volném čase vyvíjet vůz s motorem uprostřed, se kterým by se mohli věnovat motoristickému sportu. Lamborghini to zjistil ve fázi stavby prototypu, ale dovolil v projektu pokračovat, ale vymínil si že nebudou postaveny žádné závodní verze. Tento projekt vyústil ve vznik vozu Miura.

### Býk ve znaku
Jako znak firmy použil Lamborghini své znamení zvěrokruhu, býka v útočném postoji. Vůz Miura byl pojmenován po jednom z trenérů býků pro býčí zápasy (Don Eduardo Miura). Islero je pojmenováno po býku, který 28. srpna 1947 zabil známého matadora Manuela Rodrigueze (Manolete). Espada znamená meč, zbraň matadora. Jméno Jarama je zajímavé svými dvěma významy: Jarama je oblast ve Španělsku, proslulá býčími zápasy a také tím, že se zde nachází závodní okruh Jarama. Lamborghini Urus zase získalo své jméno po jednom z největších domestikovaných býků.
Není známo nic o důvodu změny tradice v pojmenování vozu Countach, posledního vyvíjeného pod Lamborghiniho vedením, jeho pojmenováním podle piemontského vyjádření obdivu ke krásné ženě, se tradice názvů spojených s prostředím býčích zápasů přerušila. Později se k ní noví vlastníci firmy vrátili.

## Odchod
V roce 1972 Lamborghini velmi podstatným způsobem investoval do zvýšení kapacit jeho továrny na traktory v souvislosti s očekávanými zakázkami z jihoamerických zemí. Když byly objednávky zrušeny, ztráty přinutily Lamborghiniho prodat svůj balík akcií továrny. V tomto roce se Georges-Henri Rossetti stal Lamborghiniho partnerem ve firmě Automobili Lamborghini. O rok později Lamborghini prodal svou část René Leimerovi. Poté odešel na zasloužený odpočinek a věnoval se pěstování vinné révy na vinicích, které si koupil dříve.
Lamborghini zemřel v nemocnici Silvestrini v Perugii v roce 1993 ve věku 76 let, patnáct dní poté, co prodělal infarkt myokardu. Pohřben byl na hřbitově kláštera Certosa di Bologna. Jeho syn Tonino navrhuje pod svým jménem oblečení a doplňky.